# Matilda I
Піхотний Mk I,«Матильда» (англ. Infantry Mk I, Matilda)  — британський середній піхотний танк 1930-х років. Найчастіше називається «Матильда I», щоб відрізнити від більш поширеного танка Mk II «Матильда II», зазвичай іменованого без цифрового індексу. «Матильда I» була розроблена в 1935–1936 роках фірмою «Віккерс» та призначалася для підтримки піхоти. За час серійного виробництва, з 1937 по 1940 рік, виготовлено 139 танків. «Матильди» активно застосовувалися британськими військами в боях у Франції 1940 року, де, незважаючи на слабкість свого озброєння, виявилися майже невразливі для гармат німецьких танків. Під час евакуації британських військ майже всі «Матильди» були залишені у Франції, а нечисленні вцілілі машини застосовувалися згодом як навчальні.